# Alexandre Duparquier
 Alexandre Duparquier (Paris 1726 - Saint-Servan 12 avril 1796) est un négociant français, premier maire de Saint-Servan en 1790.

## Biographie
Alexandre Duparquier nait à Paris, fils d'un Procureur criminel au Parlement de Paris. Il s'établit à Saint-Malo comme marchand de toiles. Dès le 31 juillet 1789, Saint-Servan constitue une assemblée paroissiale permanente et crée une milice nationale, afin d'échapper de la dépendance de la ville de Saint-Malo dont elle était jusqu'alors un faubourg. Le 26 septembre, la paroisse demande la libre gestion de ses deniers communs à Saint-Malo qui refuse s'appuyant sur un décret du 7 juin qui prévoyait que les faubourgs devaient demeurer sous l'administration des communes auxquelles ils étaient rattachés. 
Malgré ce refus, les Servannais font sécession le 25 décembre 1789 et le 1er février 1790, Alexandre Duparquier est élu premier maire de la nouvelle municipalité en opposition à Claude Guy Louvel élu maire de Saint-Malo. Le 7 du même mois, une nouvelle administration est proclamée et le 17, les conseillers municipaux élus font « défense à Messieurs de Saint-Malo de s'immiscer dans l'administration du faubourg ». Le conflit entre les « deux villes sœurs » se poursuit pendant un an jusqu'au 26 décembre avant que Saint-Malo accepte le fait accompli
Alexandre Duparquier qui aimait se présenter comme un « bourgeois de Paris » exerce sa fonction jusqu'au 26 juin 1790 mais il ne se démet que le 5 juillet suivant lors de sa nomination à la tête du District. Il meurt à Saint-Servan 6 ans plus tard.